# Лосьев, Павел Петрович
Павел Петрович Лосьев (1866—1952) — русский военный деятель, генерал-майор.
Участник Русско-японской и Первой мировой войн.

## Биография
Образование : Пензенское землемерное училище, Елисаветградское кавалерийское юнкерское училище.
Выпущен в 18-й драгунский Клястинский полк. Удостоен чинов: Корнет (08.11.1889). Поручик (08.11.1893). Штабс-Ротмистр (15.03.1895). Ротмистр (15.03.1900).
Участник русско-японской войны 1904 — 1905 годов. Подполковник (17.07.1904) Приморского драгунского полка.
Полковник (06.12.1910). На 1 марта 1914 года в Приморском драгунском полку.
Участник первой мировой войны. Командир 9-го драгунского Казанского полка (20.03.1916 — 28.08.1917). Генерал-майор (пр. 20.05.1917; ст. 27.05.1916; на основании Георгиевского статута). Умер в Баку.

За Порховское дело командир 9-го уланского Бугского полка полковник Савельев награждён орденом Святого Георгия 3-й степени, а командир 9-го драгунского Казанского полка полковник Лосьев помимо ордена Святого Георгия 4-й степени получил еще небывалую для штаб-офицера награду — французскую военную медаль, которой по статуту награждаются только командующие армиями.— Четвертая Галицийская битва (Брусиловское наступление), Глава XV. Мировая война (продолжение), Часть (Том) 4,  А. А. Керсновский «История Русской армии.»

## Награды (года)
- орден Св. Станислава 3-й степени с мечами и бантом (1904);
- орден Св. Станислава 2-й степени с мечами (1905);
- орден Св. Владимира 4-й степени с мечами и бантом (1905);
- орден Св. Анны 3-й степени с мечами и бантом (1905);
- Георгиевское оружие (ВП 13.11.1916);
- орден Св. Георгия 4-й степени (ВП 26.01.1917) (за конную атаку в районе урочища Ярув и деревни Зубжец 27 мая 1916).
- Французская «Военная медаль»

## Семья
- Брат — Михаил (генерал-майор).
- Брат - Арсений (полковник)